# Tomahawk (banda)
Tomahawk é um supergrupo de rock experimental/rock alternativo dos Estados Unidos. Foi formada em 1999,  quando o guitarrista Duane Denison (The Jesus Lizard) foi a um show da banda de Mike Patton, Mr. Bungle e discutiram a possibilidade de colaborar. Após trocarem alguns tapes de demos, perceberam que a colaboração deveria ser na verdade uma banda - Duane recrutou o baterista John Stanier (ex-helmet, battles) enquanto Patton trouxe o baixista Kevin Rutmanis (Melvins).

## História
Em 2001 a banda lançou seu primeiro álbum, auto-intitulado Tomahawk , produzido por Joe Funderburk. A banda gravou seu próximo álbum, Mit Gas , com o produtor Joe Barresi em 2003. Ambos os álbuns foram emitidos pela Ipecac Recordings. Tomahawk fez várias turnês, tocando em países, como os Estados Unidos , Austrália , Europa e Japão. Já abriram shows inúmeras vezes para a banda Tool, e muitas vezes foram vaiados pelos fãs devido às provocações de Patton e o resto da banda. A banda também participou da "Geek Tour", que contou com o The Melvins e Fantômas. 
O terceiro álbum da banda, "Anonymous" , foi lançado em 19 de junho de 2007, através da Ipecac Recordings. Durante as gravações, Kevin Rutmanis deixou a banda. Motivos de sua saída são desconhecidos, mas acredita-se que seja devido ao abuso de drogas. Em julho de 2011, Mike Patton disse a Rolling Stone que o quarto álbum do Tomahawk estava a caminho. Em novembro de 2011, a banda anunciou no Facebook que um novo álbum estava chegando em breve. E então, foi revelado que o novo álbum seria lançado no outono de 2012, e se chamaria "Oddfellows". No início de 2012 foi revelado que Trevor Dunn ( Mr.Bungle, Fantômas, John Zorn, MadLove, Trevor Dunn's Trio-Convulsant, etc) já estava tocando baixo na banda.
E em 7 de maio de 2012 a Ipecac Recordings publicou 40 segundos de um vídeo no YouTube intitulado "Oddfellows, teaser do novo single." A canção revela uma relação Baixo/Bateria novo entre Trevor Dunn e John Stanier. A amostra apresenta sensivelmente um riff de guitarra de Duane Denison , que já ganhou elogios de fãs, fazendo comparações com o King Crimson. Patton está ausente da amostra.

O quarto álbum da banda, titulado Oddfellows foi lançado em janeiro de 2013, recebendo críticas positivas. A banda fez subsequentemente uma turnê de apoio ao álbum e tocou em diversos festivais, como o Lollapalooza (Brasil e Chile), Festivais de Reading no Reino Unido, além de diversos outros concertos na Europa e EUA. 

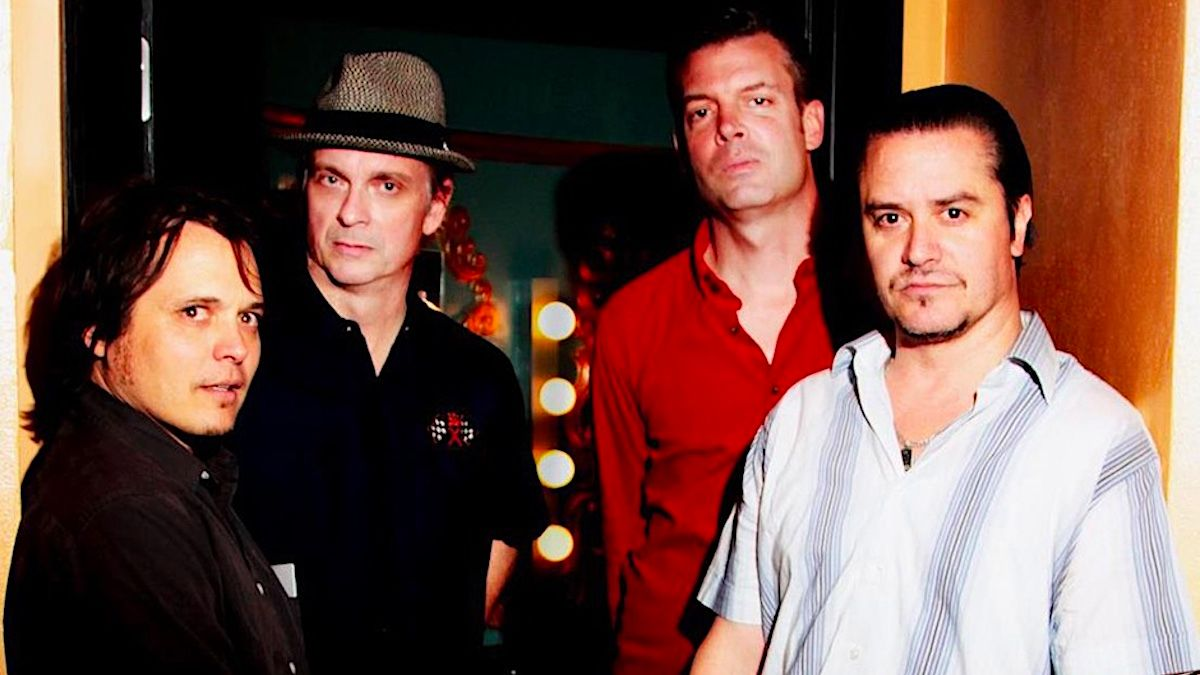
A banda em 2012.

O quinto álbum da banda, Tonic Immobility foi lançado em março de 2021. No dia 21 de janeiro de 2021, o single "Business Casual" foi lançado no canal oficial da gravadora Ipecac Recordings. O disco foi eleito pela PopMatters como o 6º melhor álbum de rock/metal progressivo de 2021.

## Membros
- Mike Patton - vocal, teclados
- Duane Denison - guitarra
- John Stanier - bateria
- Trevor Dunn - baixo

## Discografia

### Álbuns de estúdio
| Ano  | detalhes                                                                                      | Posição | Posição  | Posição | Posição | Posição | Posição |
| Ano  | detalhes                                                                                      | US      | US Heat. | US Ind. | AUS     | NOR     | UK      |
| ---- | --------------------------------------------------------------------------------------------- | ------- | -------- | ------- | ------- | ------- | ------- |
| 2001 | Tomahawk - Lançado: Outubro 30, 2001 - Selo: Ipecac - Formato: CD, DI                         | —       | 31       | 20      | 37      | —       | —       |
| 2003 | Mit Gas - Lançado: Maio 6, 2003 - Selo: Ipecac - Formato: CD, DI                              | 137     | 3        | 7       | 28      | 17      |         |
| 2007 | Anonymous - Lançado: Junho 19, 2007 - Selo: Ipecac - Formato: CD, DI                          | 158     | 2        | 12      | 32      | 31      | —       |
| 2013 | Oddfellows - Lançado: Janeiro 29, 2013 - Selo: Ipecac - Formato: CD, DI, LP                   | 69      | —        | 9       | 37      | —       | —       |
| 2021 | Tonic Immobility - Lançamento previsto : Março de 2020 - Selo : Ipecac - Formato : CD, DI, LP | —       | —        | —       | —       | —       | —       |